# 강병현 (1985년)
강병현(姜秉賢, 1985년 3월 3일 ~ )은 대한민국의 LG세이커스 소속의 농구 선수이다. 키 194 cm 몸무게 87kg이며 1남1녀중 첫째이다. 종교는 개신교이다.
포지션은 슈팅가드이며 그의 등번호는 11번이다.
전에 국군체육부대(상무)를 전역하고 원소속팀 전주 KCC 이지스에 복귀후 2014/2015시즌 시작전 김태술과 트레이드를 통해 안양KGC로 이적하였다.
2018/2019 시즌부터 이원대와 함께 기승호, 배병준과 트레이드 되어 창원 LG 세이커스에서 뛰게되었다.
배우자는 미스코리아이자 배우인 박가원이며 친척형은 단역 영화배우인 김진혁이다.

## 학력
- 성남초등학교
- 동아중학교
- 부산중앙고등학교
- 중앙대학교 학사

## 경력
- 2007년 6월 - 제24회 아시아 남자 농구 선수권 대회 3위
- 2008년 1월 ~ 2008년 12월 - 인천 전자랜드 블랙슬래머
- 2008년 12월 ~ 2014년 5월 - 전주 KCC 이지스
- 2009년 4월 - 2008-2009 KBL 프로농구 챔피언 결정전 우승
- 2009년 - 동아시아 선수권 대회 우승
- 2009년 9월 - 제25회 아시아 남자 농구 선수권 대회 국가대표
- 2011년 4월 - 2010~2011 KBL 프로농구 챔피언 결정전 우승
- 2011년 5월 - 동아시아 선수권 대회 우승
- 2011년 8월 - 윌리엄 존스컵 국가대표
- 2011년 9월 - 제26회 아시아 남자 농구 선수권 대회 3위
- 2014년 6월 ~ 2018년 6월 - 안양 KGC인삼공사
- 2018년 6월 ~ 현재 - 창원 LG 세이커스

## 방송활동
- 2016년 SBS 오! 마이 베이비 - 고정출연
- 2019년 KBS 2TV 사장님 귀는 당나귀 귀